# Natură statică cu profilul lui Laval
Natură statică cu profilul lui Laval este o pictură în ulei pe pânză din 1886 realizată de pictorul francez Paul Gauguin, care se găsește în Muzeul de Artă din Indianapolis, situat în Indianapolis, Indiana, Statele Unite ale Americii. Aceasta îl înfățișează pe prietenul lui Gauguin, Charles Laval, în profil, alături de o serie de obiecte neînsuflețite, printre care se numără un vas ceramic făcut de Gauguin însuși.

## Descriere
Această combinație de portret și natură statică arată abilitatea lui Gauguin de a prelua ce este mai bun de la diferiți artiști pe care îi admira. De exemplu, modul abrupt în care este tăiat chipul lui Laval este un omagiu adus compozițiilor neobișnuit de centrate și tăiate în mod straniu ale lui Edgar Degas, în timp ce aranjamentul naturii statice și tușele paralele la fructe fac trimitere la lucrările lui Paul Cézanne. În plus față de acești artiști mult admirați, Gauguin se introduce în compoziție sub forma „monstruozității” ceramice pe care a creat-o, o întrerupere stranie pe care Laval o examinează cu uimire. El îi citează în mod deliberat pe cei doi artiști cei mai renumiți în genurile de viață modernă și natură statică, apoi refuză să îmbine armonios cele două genuri. În schimb, Gauguin le lasă perturbate, chiar incoerente, în acest tablou, primul dintr-o serie de picturi despre provocările creativității. Laval, surogatul privitorului, încearcă să-i ghicească următoarea mișcare.

## Informație istorică
Gauguin și Laval s-au întâlnit în vara anului 1886, iar tânărul artist a devenit în curând elevul lui Gauguin. Acest rol aservit este indicat de privirea fixă a lui Laval asupra vasului realizat de Gauguin. Vasul în sine ajută la plasarea creației acestui tablou spre sfârșitul anului 1886, după ce Gauguin s-a întors la Paris, deoarece acesta nu a fost creat cel puțin până în octombrie. Gauguin își prețuia foarte mult experimentele sale ceramice, atât ca obiecte artistice, cât și ca surse de venit. El i-a scris soției sale, Mette, că acest vas valora 100 de franci. În prezent nu poate fi localizat și este posibil să fi fost distrus.
Vincent van Gogh a sugerat un schimb de portrete între micul grup de artiști (din care făcea parte și Émile Bernard) reuniți la Pont-Aven pentru a crea un sentiment mai puternic de comunitate, o tradiție cunoscută sub numele de Freundschaftsbild. Prin reprezentarea lor în stiluri artistice noi, colectivul a anunțat abandonarea realismului și adoptarea simbolismului.

### Achiziție
Natură statică cu profilul lui Laval a fost achiziționată în 1998 ca parte a unei colecții de lucrări ale lui Gauguin și ale cercului său de la Pont-Aven. Samuel Josefowitz, un colecționar elvețian, a adunat cele 17 picturi și 84 de gravuri, evaluate la aproximativ 30 de milioane de dolari. Fondul Lilly Endowment a strâns 20 de milioane de dolari pentru realizarea acestui obiectiv. Restul a fost strâns de IMA, cu o sumă nedivulgată dată de Josefowitz însuși, administrator al muzeului. Josefowitz a donat gratuit toate gravurile. El a achiziționat colecția Pont-Aven în anii 1950 și 1960, înainte ca importanța acelei perioade în dezvoltarea lui Gauguin să fie pe deplin apreciată. Această pictură în particular este expusă în Galeria Jane H. Fortune și are numărul de achiziție 1998.167.